# Zapora przeciwdesantowa

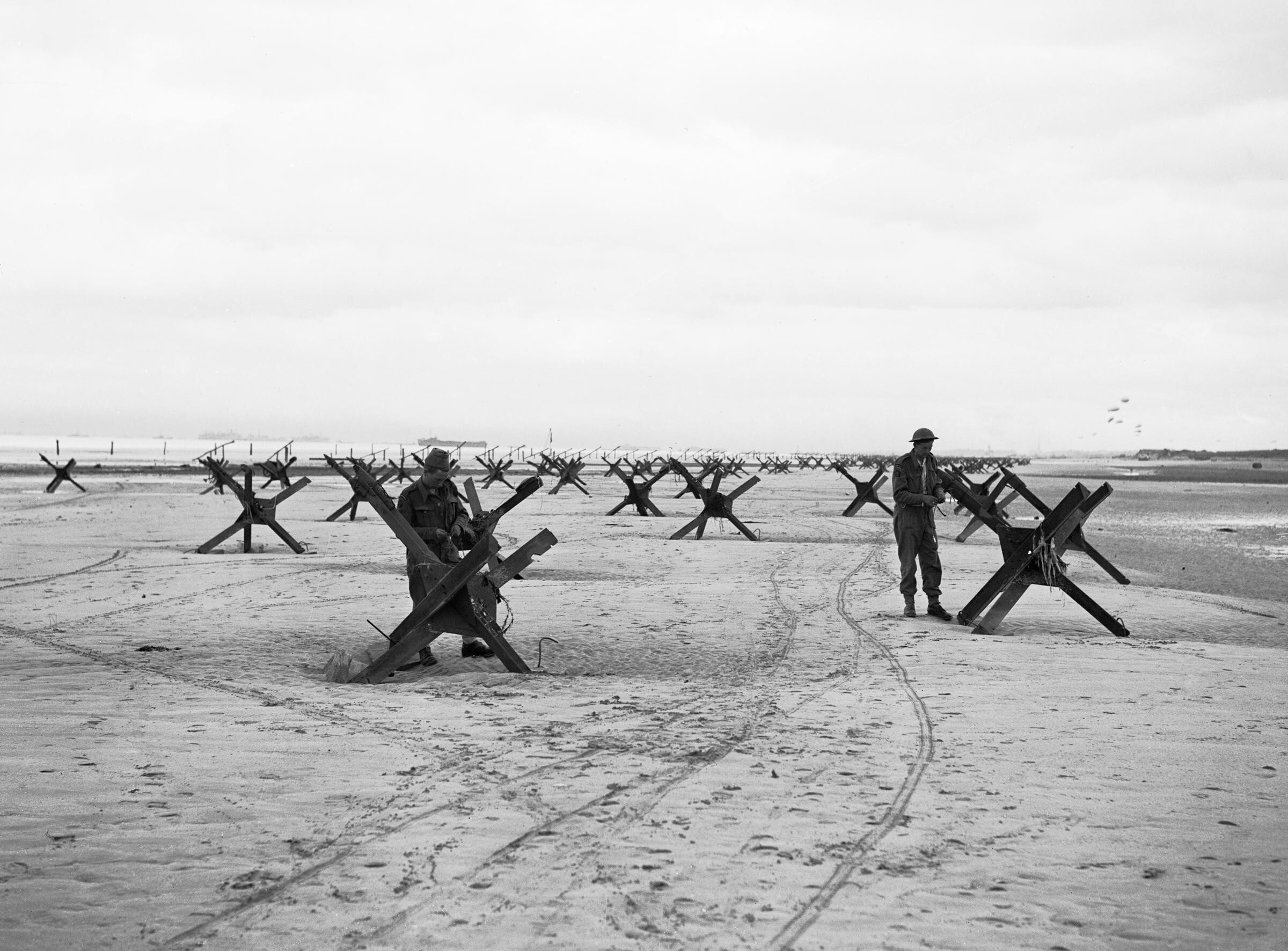
Zapora przeciwdesantowa

Zapora przeciwdesantowa – zapora inżynieryjna przeznaczona do powstrzymywania i niszczenia środków desantowych.
Obejmuje ona :
- miny rzeczne i morskie,
- słupy metalowe lub żelbetowe[a]

ponadto:
- zapory przeciwpancerne,
- zapory przeciwpiechotne.